# Takasi Tuyama
Takasi Tuyama (Hiroshima; 1910-2000) fue un botánico, pteridólogo, orquideólogo, explorador, y profesor japonés.

## Biografía
Profesor de botánica en la Universidad de Ochanomiza. Nació en Hiroshima y se fue a estudiar botánica en la Universidad de Tokio, donde desarrolló la especialidad en la flora de Micronesia y las islas Bonin. Fue nombrado asistente en el Instituto Botánico de la Universidad, en 1939 y a partir de 1941 se desempeñó como miembro del Instituto de Investigación de Recursos Naturales. Obtuvo su DSC en 1942 y en 1950 se trasladó a la Universidad Ochanomiza como Profesor Asistente (se convirtió en profesor en 1952 y más tarde fue Emérito).
Realizó varias expediciones a las islas del Pacífico y varias partes de Asia. En 1943 se recogieron en el oeste de Nueva Guinea, principalmente en las tierras bajas. Visitó Tailandia en 1957-1958 acumulando muchos especímenes, y dos años más tarde se unió a una expedición al Himalaya, regresando en 1963, en ambas ocasiones con un grupo de investigadores dirigido por Hiroshi Hara. Experto en camelias, publicó Camelias de Japón en 1971 y en 1979 dirigió una expedición a la provincia de Yunnan en China en busca de flores de ese género.

## Algunas publicaciones
- 1970. The Nature in the Bonin Islands. Con Shigeo Asami

- 1966. Systematic Relationship of Camellia chekiangoleosa Hu and C. Japonica L. Including C. Rusticana Honda. Reimpreso, 6 pp.

- 1964. Notes on Himalayan Orchids. Reimpreso, 5 pp.

### Libros
- 1980. Camellia Chrysantha, the Yellow Flowered Camellia -- Report in Yunnan. 22 pp.

## Honores

### Eponimia
Género
- (Scrophulariaceae) Tuyamaea T.Yamaz.[3]

Especies
- (Cyatheaceae) Alsophila tuyamae (H.Ohba) Nakaike[4]

- (Eriocaulaceae) Eriocaulon tuyamae Satake[5]

- La abreviatura «Tuyama» se emplea para indicar a Takasi Tuyama como autoridad en la descripción y clasificación científica de los vegetales.[6]